# Calle Mercer
La calle Mercer (en inglés, Mercer Street) es una calle en el distrito de Manhattan de la ciudad de Nueva York (Estados Unidos). Corre de norte a sur paralela a Broadway a través de los vecindarios de Greenwich Village y SoHo, desde la Calle 8 pasando por West Houston hasta la calle Canal. La calle se llamaba anteriormente First Street y Clermont Street, pero se le cambió el nombre en 1799 por Hugh Mercer, un general de brigada escocés-estadounidense que murió en la batalla de Princeton. Esta se produjo debido a que Mercer le aconsejó a George Washington que marchara sobre Princeton.

## En la cultura popular
- Mercer Street se menciona en la canción de 1997 "Anybody Seen My Baby?" de los Rolling Stones.
- El nombre de Mercer Street se mencionó en el musical de Broadway de 2015 Hamilton, en la canción "The Room Where It Happens", durante un intercambio entre Alexander Hamilton y Aaron Burr.

## Galería

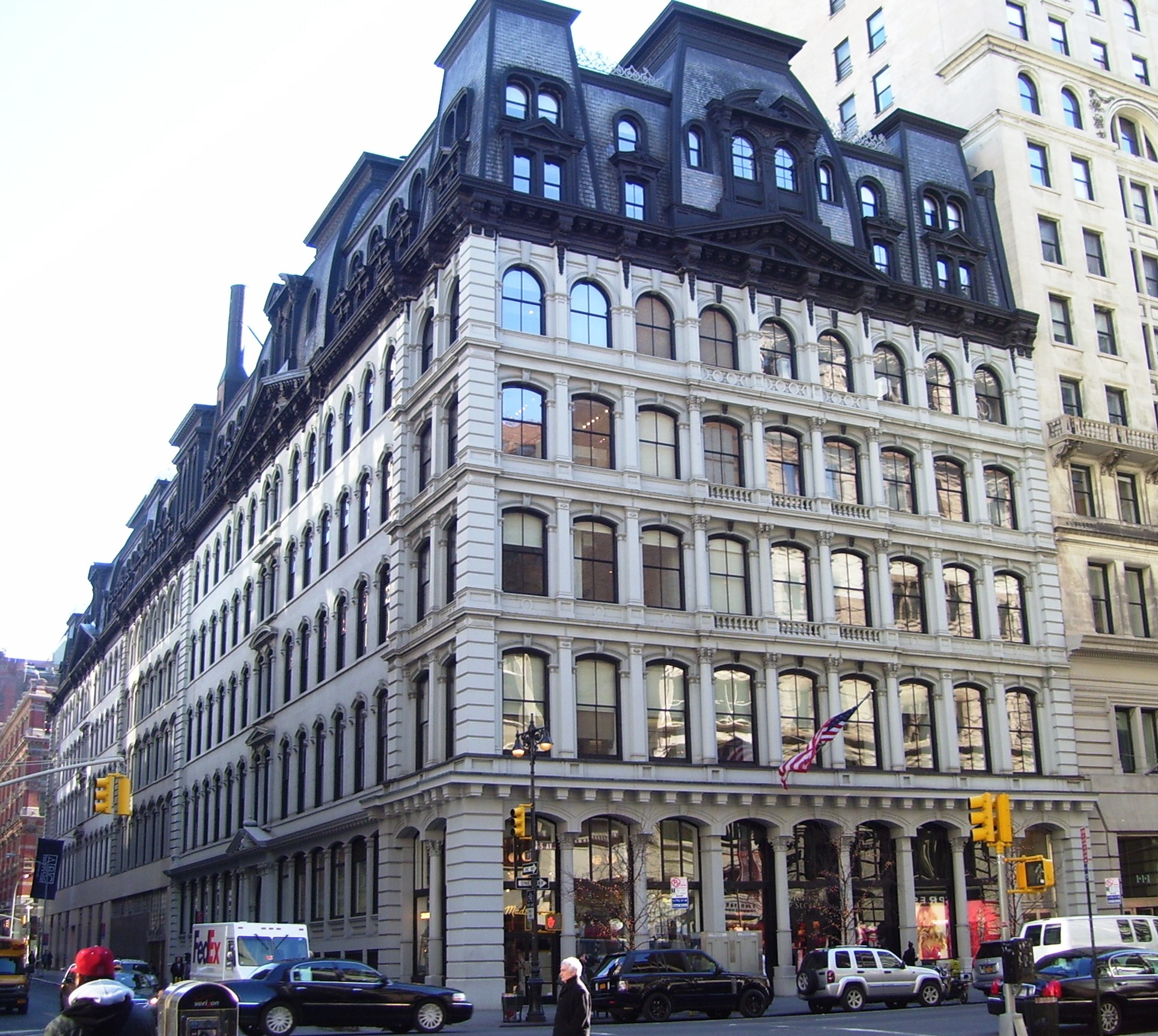
Arnold Constable, en la Quinta Avenida
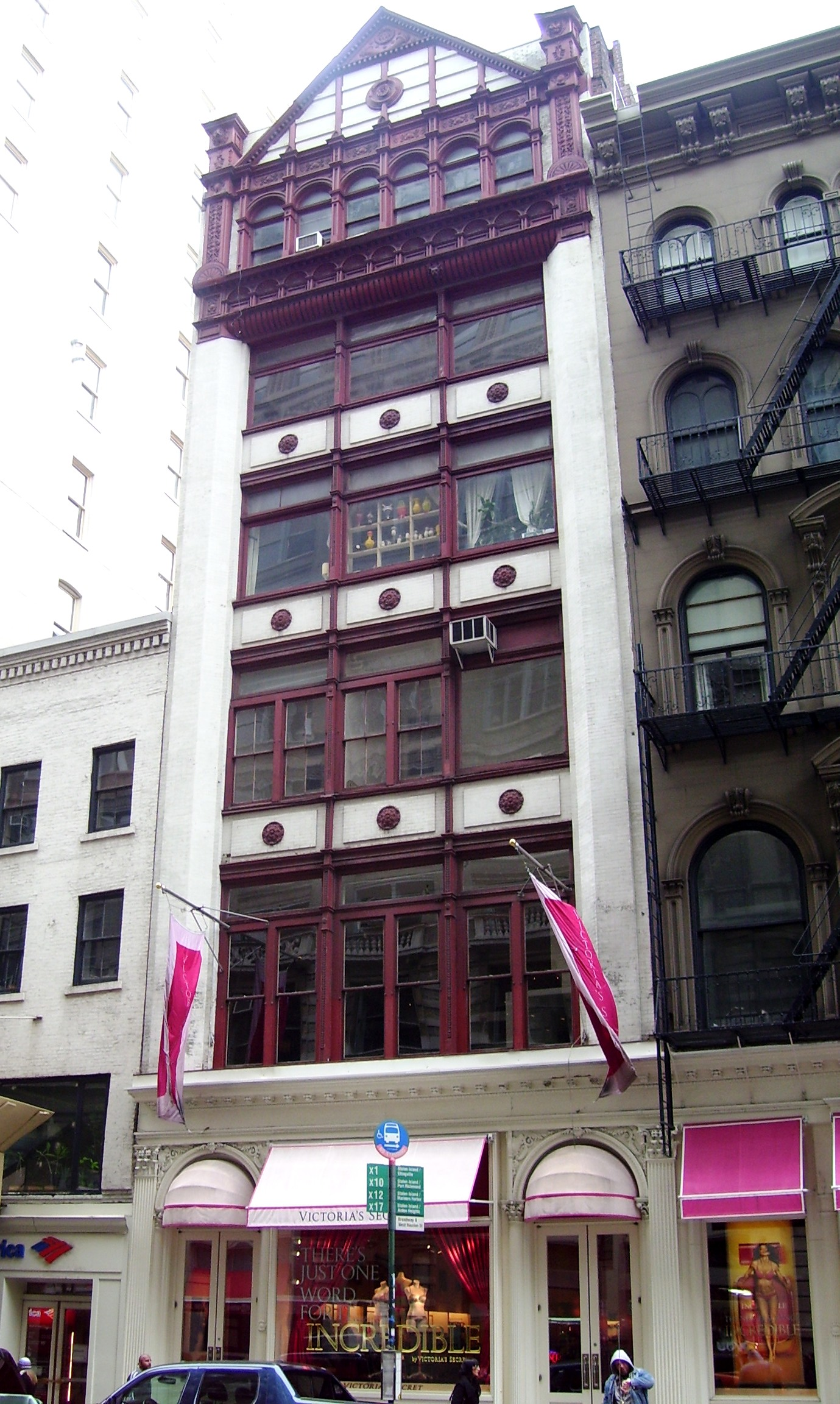
591 Broadway
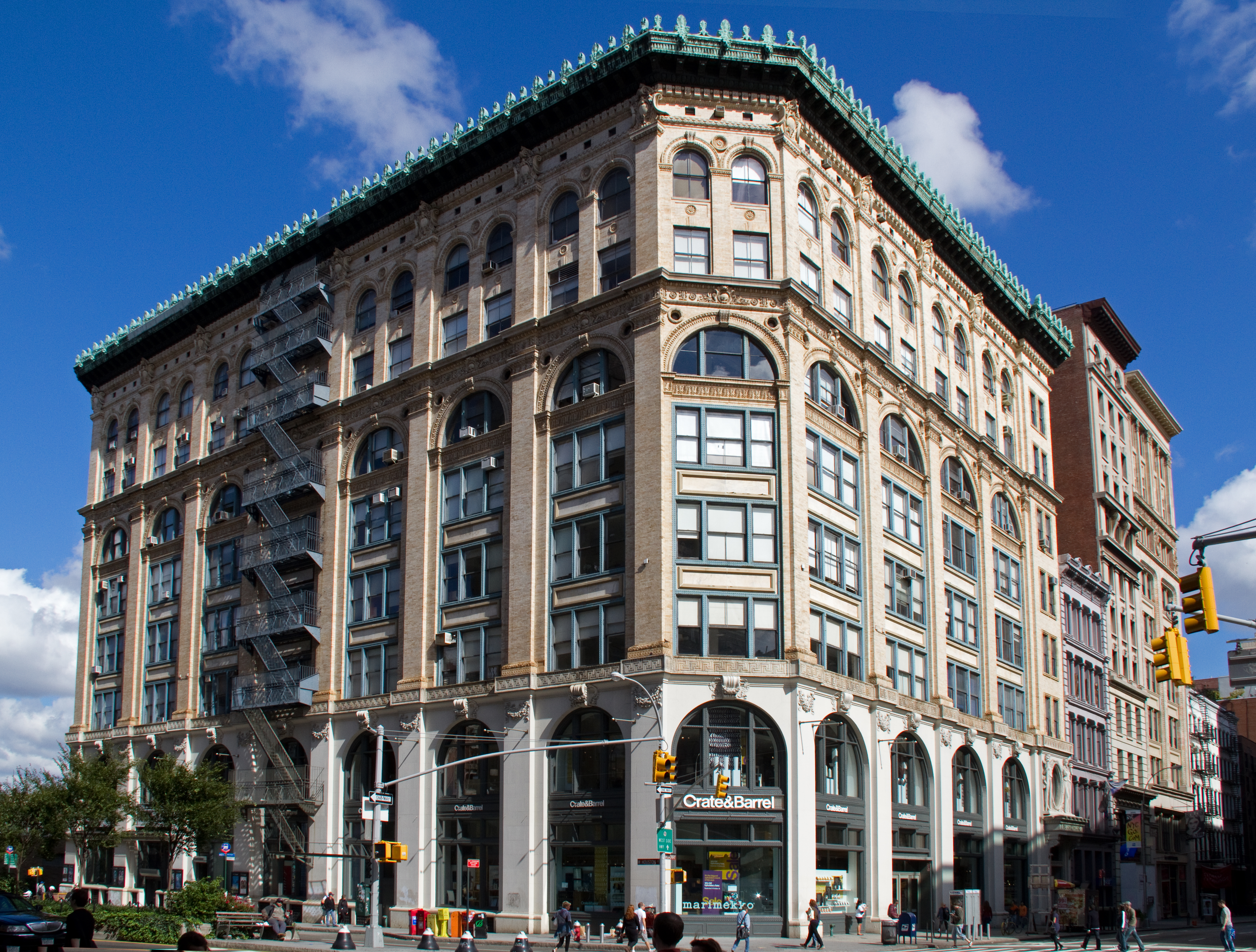
Cable Building
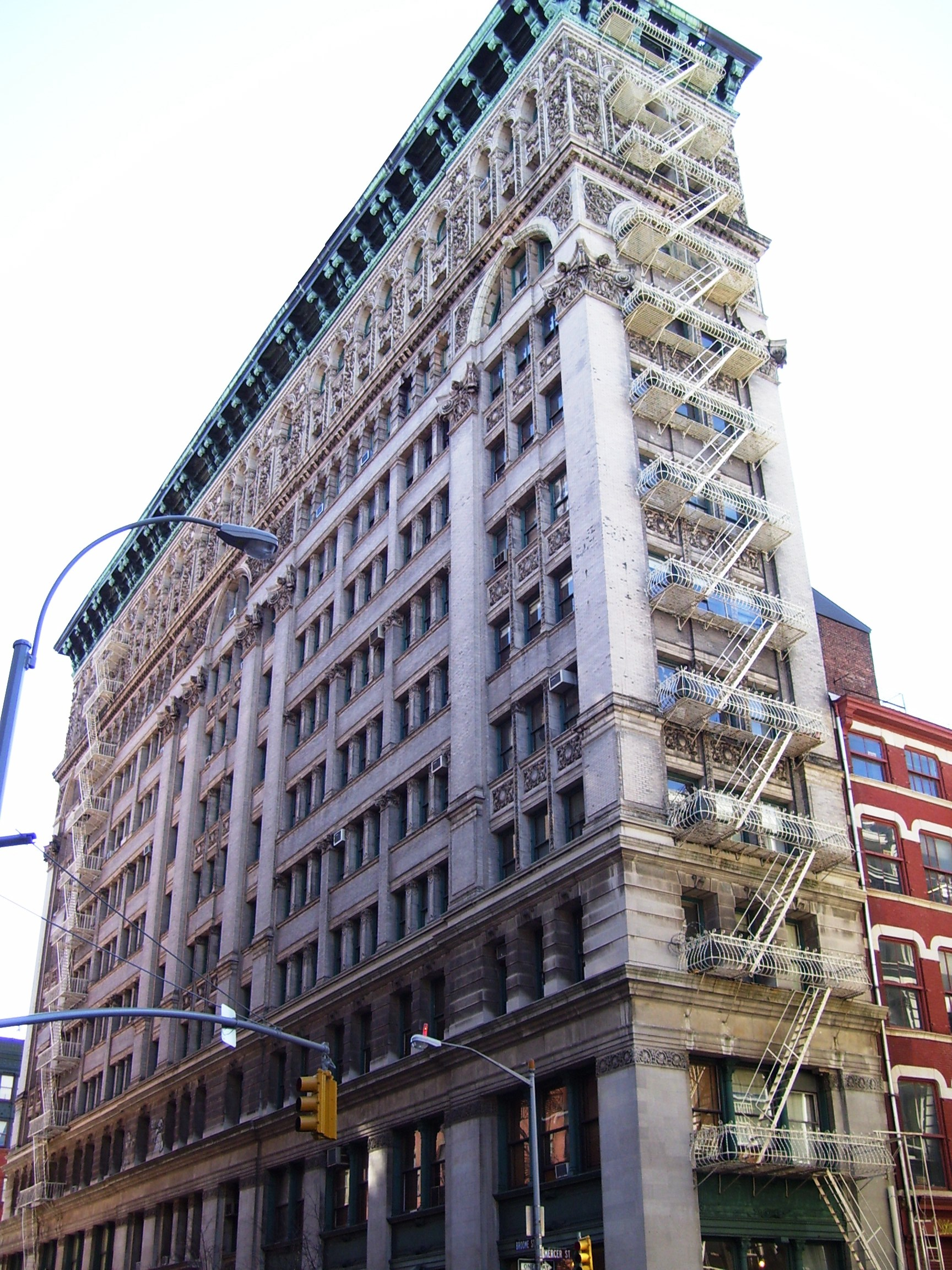
451 Broome Street
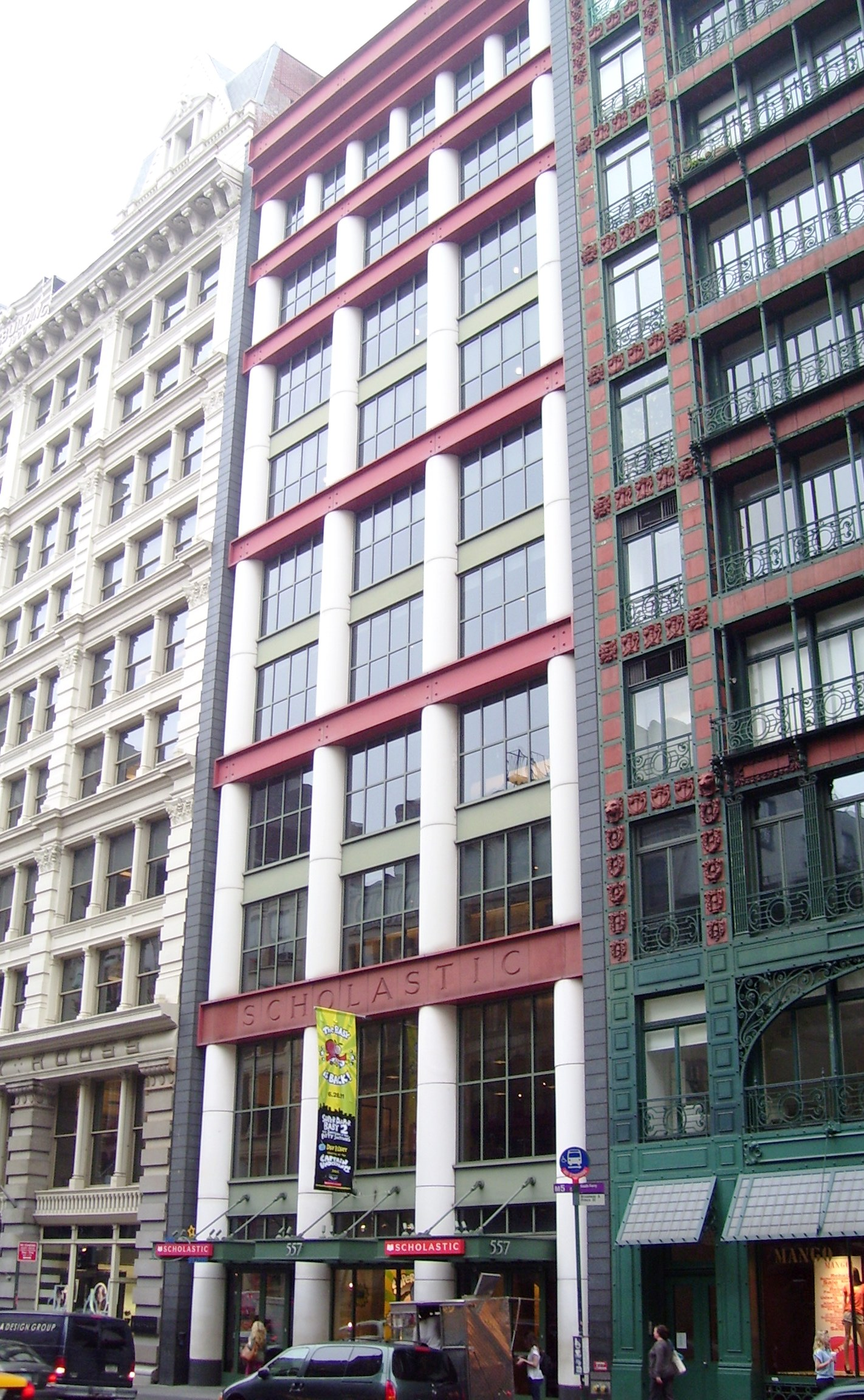
Scholastic Building
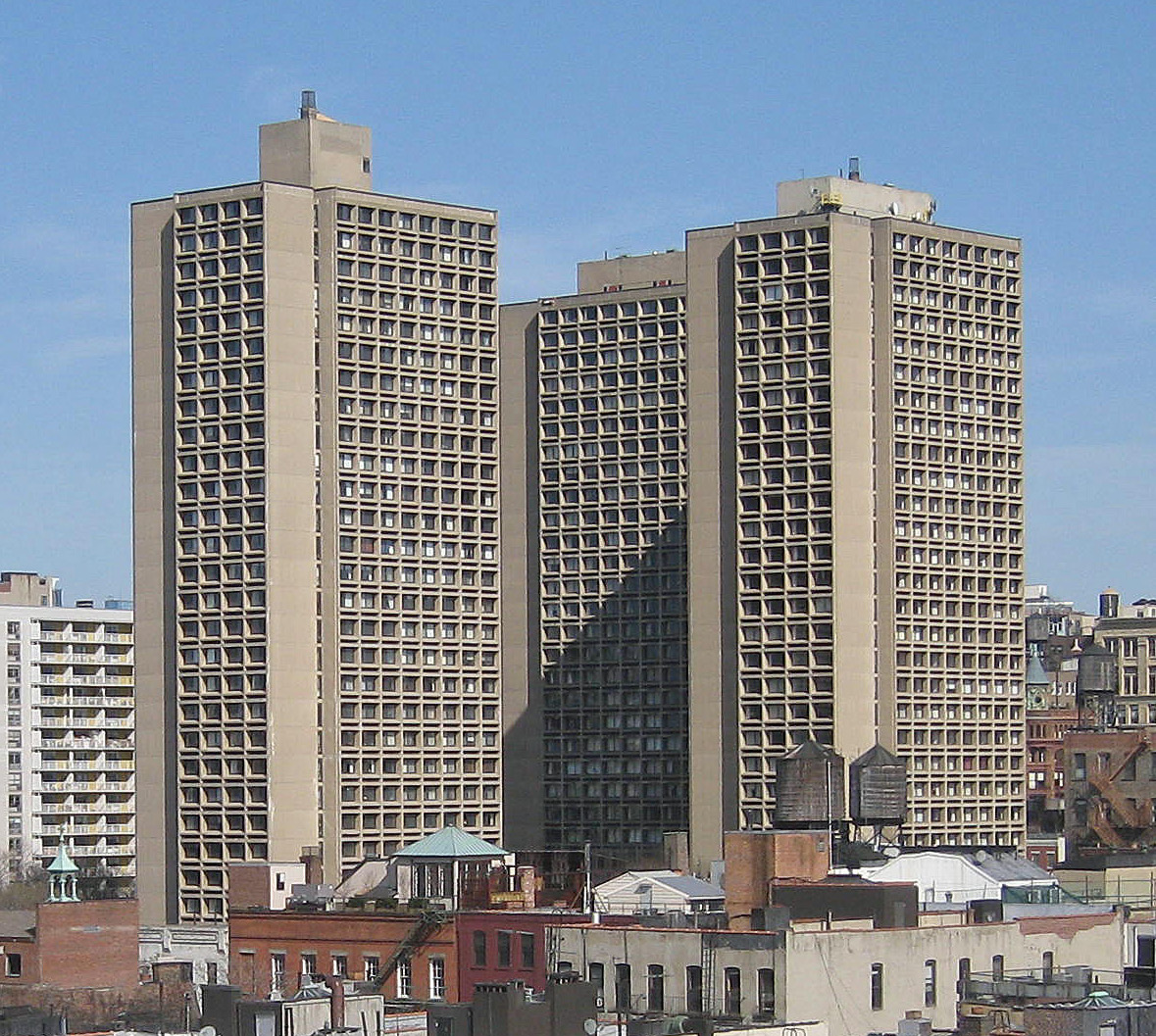
University Village
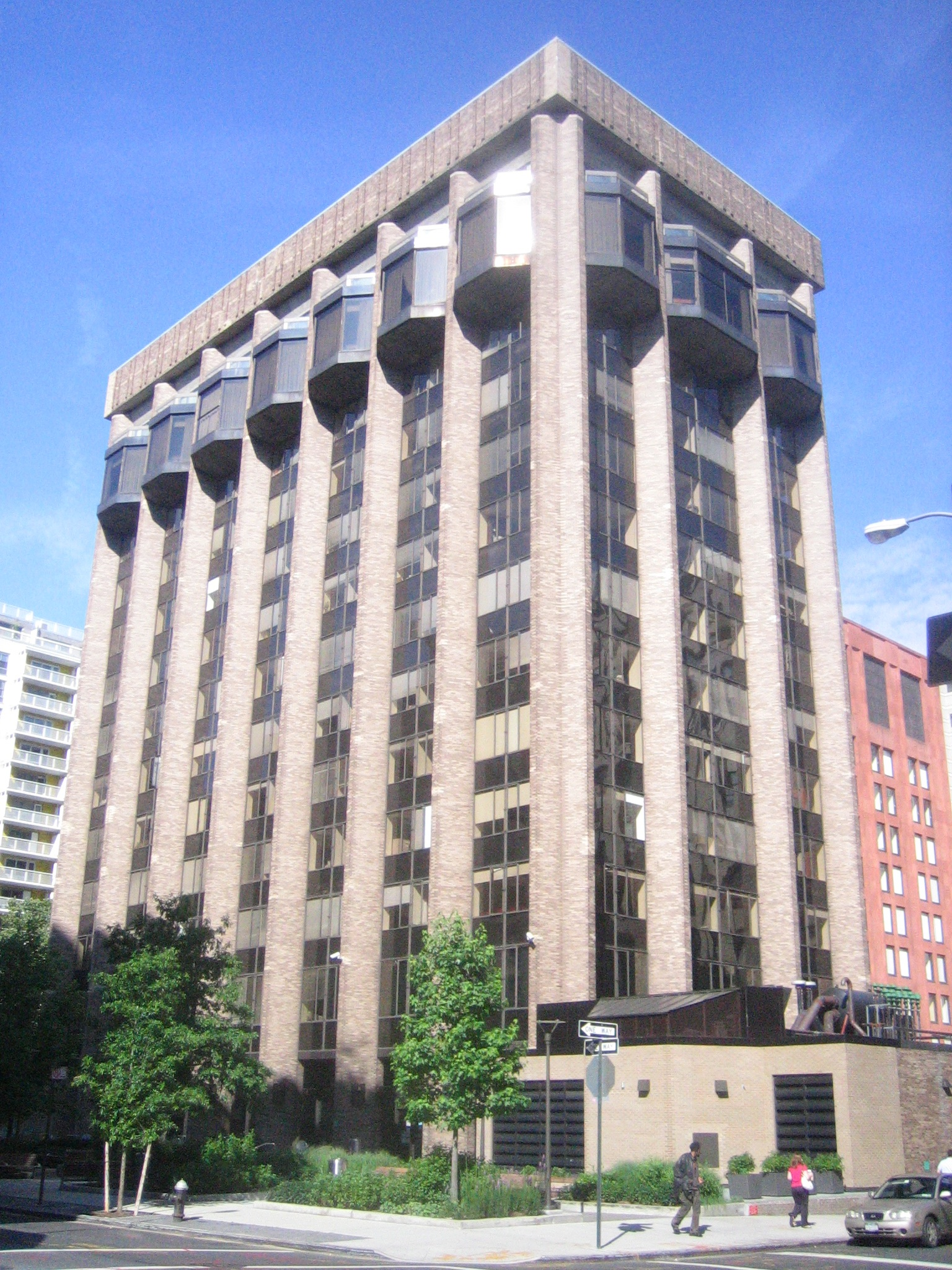
Warren Weaver Hall
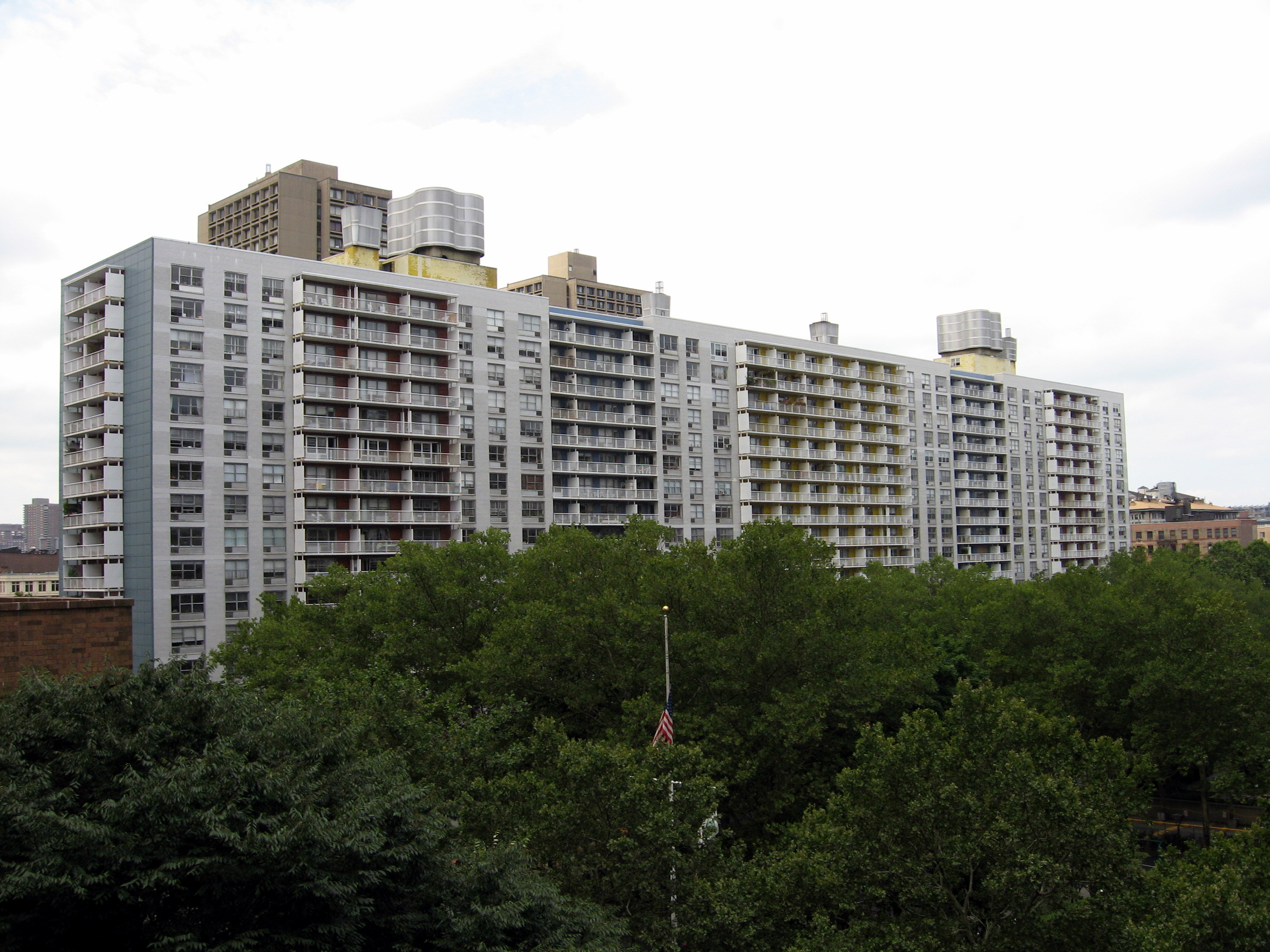
Washington Square Village